# Keram

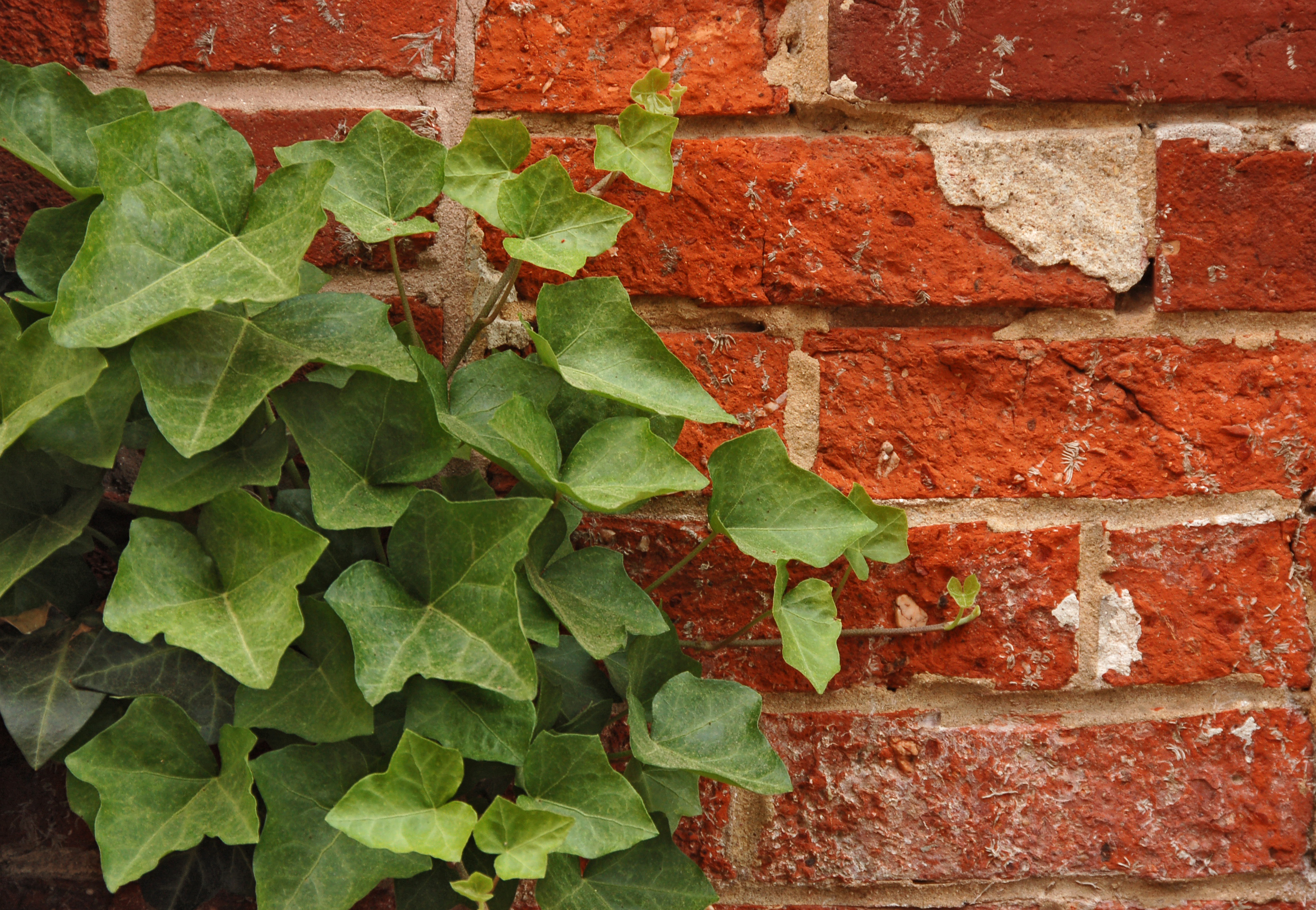
Tegel är ett material inom gruppen keramer

Keramer är oorganiska icke-metalliska material. Keramer utgör en huvudgrupp av material tillsammans med bland andra metaller och polymera material. Keramer tillverkas i regel med lera eller andra material som råmaterial. Exempel på keramer är cement, betong, tegel, kakel, glas, glasyr och olika värmebeständiga material. Keramik är en urgammal tillverkningsmetod. De flesta keramer är kristallina, med undantag av glas som är amorft. Keramer är kemiska föreningar mellan en metall och en icke-metall, till exempel aluminium och syre (aluminiumoxid, Al2O3) eller kisel och kol (kiselkarbid, SiC). 
De flesta keramer besitter ett antal typiska egenskaper, som dock inte nödvändigtvis gäller för alla keramer. Keramer är hårda och spröda, de har en hög elasticitetsmodul (Se tabell nedan). De tål inte spänningar och försvagas lätt av sprickor. Keramer är värmebeständiga, har hög smältpunkt, konsumeras inte av bakterier och leder inte elektricitet. Keramer korroderar inte och är i allmänhet kemiskt stabila. Dessutom har de vanligen en mycket låg termisk längdutvidgningskoefficient, dvs. de utvidgas inte så mycket när de värms. 
Keramer används för tillämpningar där deras egenskaper är önskvärda. Till exempel är tegel ett idealiskt byggnadsmaterial eftersom det är starkt, tåligt och varken rostar, smälter, bucklas, böjs, ruttnar eller äts av insekter. Cement används för tillverkning av betong som används för vägar, dammar, byggnader och broar. Glas används för bland annat fönster och flaskor. Utvecklingen av glödlampan skulle inte ha varit möjlig utan glas, då glas tål höga temperaturer, kan innesluta ett vakuum och dessutom är transparent. Tillverkning av många olika material skulle heller inte vara möjlig utan keramer. Masugnars insida tillverkas av värmebeständiga keramer, s.k. eldfasta material.
| Material             | Elasticitetsmodul (103 MPa) |
| -------------------- | --------------------------- |
| Porslin              | 70-80                       |
| Aluminiumoxid        | 200-350                     |
| kiseldioxid (kvarts) | 60-70                       |
| Magnesiumoxid        | 210                         |
| Zirkoniumdioxid      | 140                         |
| Kiselkarbid          | 350-400                     |
| Glaskeramer          | 85-240                      |
| Magnesittegel        | 17                          |
| Betong               | 17                          |
| Mässing              | 100                         |
| Aluminium            | 70                          |
| Stål                 | 200                         |